# خاندان ناگائو
خاندان ناگائو (به ژاپنی: 長尾氏, Nagao-shi) یکی از خاندان های سامورایی در ژاپن بود. این خاندان یکی از هشت شعبه خاندان تایرا در منطقه کانتو بود.